# آن بوير
آن بوير (بالإنجليزية: Anne Boyer)‏ هي كاتِبة وشاعرة أمريكية، ولدت في 1973.

## جوائز
- جائزة وايتنج لعام 2018.[7]